# Pizza w stylu chicagowskim
Pizza w stylu chicagowskim, pizza deep dish (ang. Chicago-style pizza lub deep dish pizza) – odmiana pizzy popularna głównie w regionie Chicago. Wyglądem odbiega od tradycyjnej pizzy, bardziej przypominając okrągłe ciasto.

## Charakterystyka
Pizza w tej odmianie jest pieczona w piekarniku na głębokiej patelni (tzw. deep dish). Charakteryzuje się grubym ciastem drożdżowym, na którym składniki poukładane są odwrotnie niż w innych pizzach, a zatem kolejno od spodu: ser mozzarella w dużej ilości, dodatki i szczelna pokrywa sosu pomidorowego. Popularne dodatki do pizzy chicagowskiej to m.in. grzyby, mięso, kiełbasa i warzywa.

## Historia
Najprawdopodobniej danie powstało w latach 40. XX wieku. Jedną z osób pretendujących do tytułu twórcy pizzy chicagowskiej jest Ike Sewell, właściciel i założyciel (1943) Pizzerii Uno znajdującej się na skrzyżowaniu Ohio Street i Wabash Avenue w Chicago. Z czasem specjał stał się popularny, a różni szefowie kuchni zaczęli z nim eksperymentować. W połowie lat 70. XX w. powstała np. pizza nadziewana (ang. stuffed pizza) z dużym bogactwem składników i dodatkową warstwą ciasta na wierzchu.

## Galeria

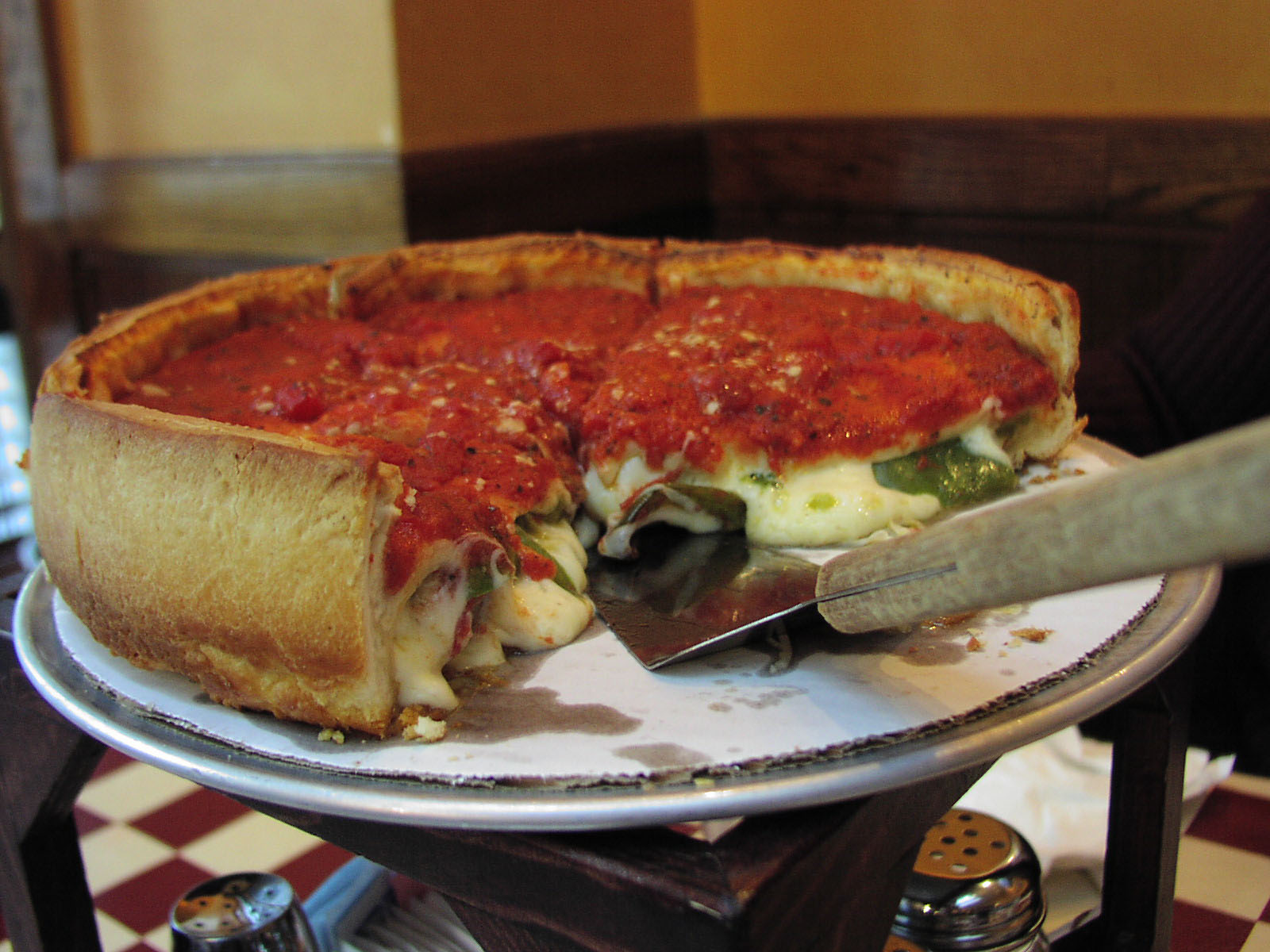
Przekrój pizzy chicagowskiej
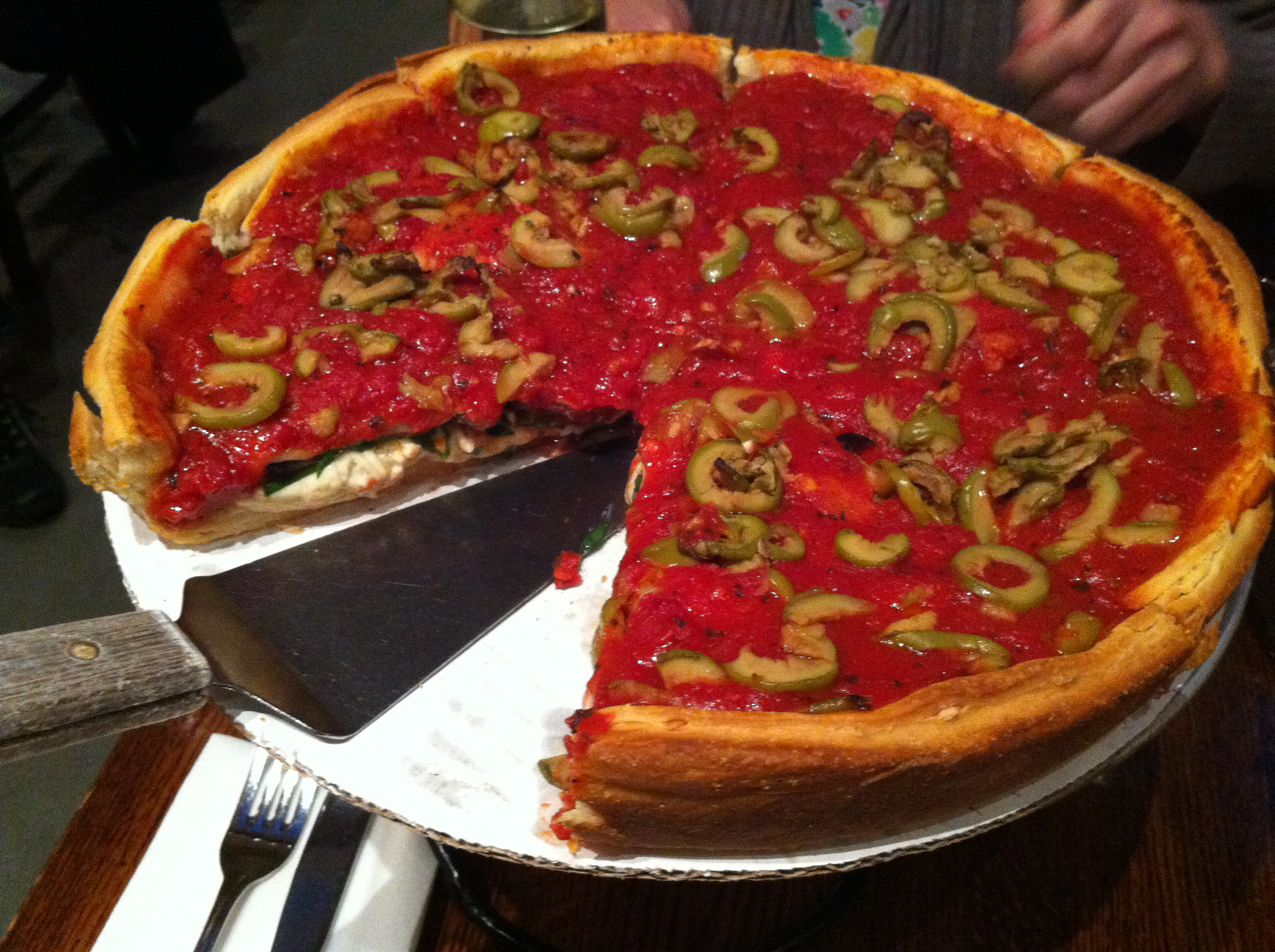
Pizza chicagowska z zielonymi oliwkami
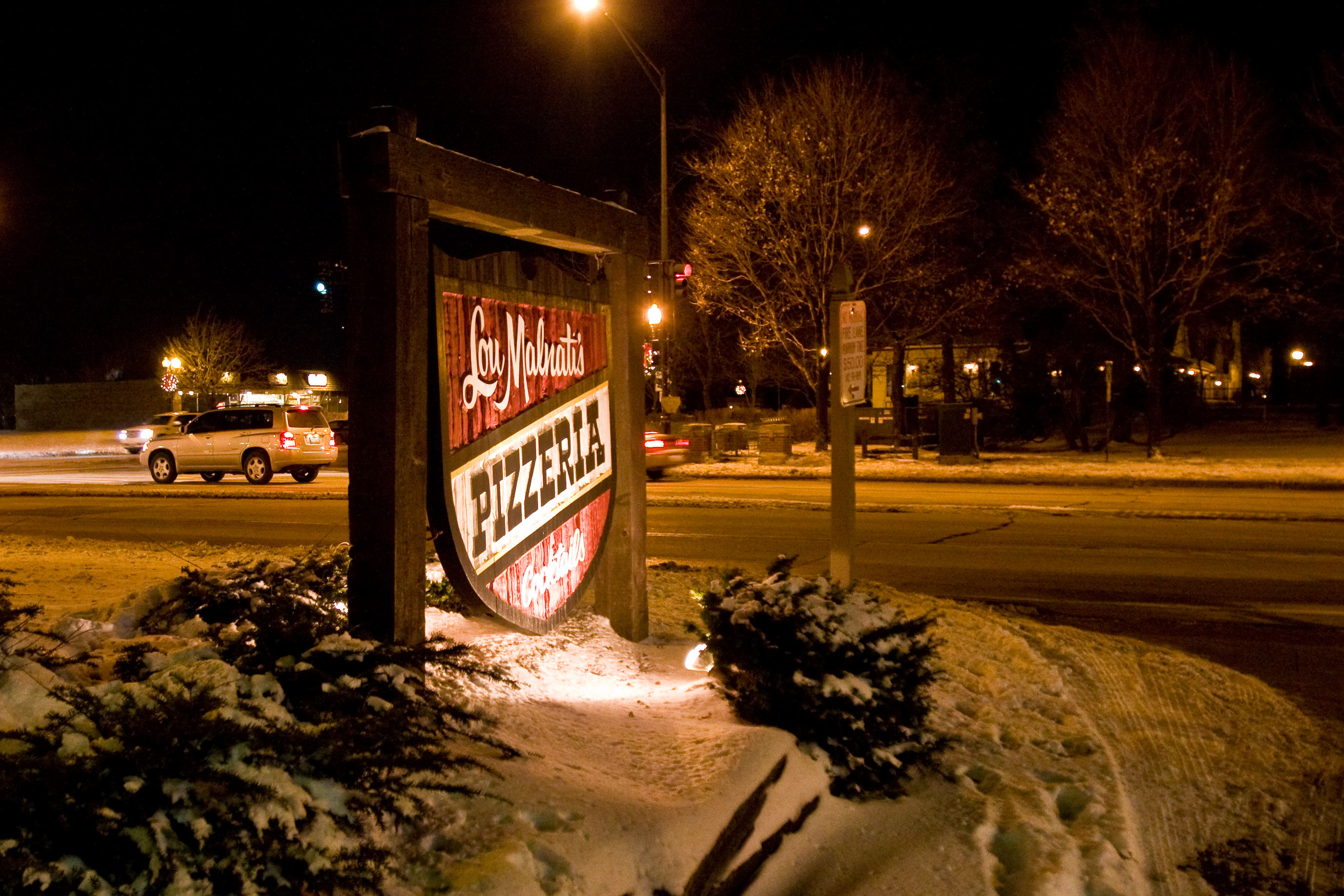
Pizzeria w Chicago